# 타인타이 (연호)
타인타이(베트남어: Thành Thái / 成泰 성태 / 1889년 1월 ~ 1907년 7월)는 베트남 응우옌 왕조(阮朝) 타인타이 황제(成泰帝) 응우옌 푹 찌에우(阮福昭)의 연호이다. 
타인타이 19년(1907년) 7월, 타인타이 황제의 베트남 독립운동이 발각된 후에 인도차이나 총독부의 반강제 양위 후에 태상황으로 물러나게 된다.  

## 개원
- 동카인(同慶) 4년 1월 2일[1](그레고리력 1889년 2월 1일)에 연호를 타인타이(成泰)로 개원함.[2][3]

- 타인타이(成泰) 19년 7월 28일[4](그레고리력 1907년 9월 5일)에 연호를 주이떤(維新)으로 개원함.[5][3]

## 연대 대조표
| 타인타이 | 서기 (西紀) | 간지 (干支) | 조선 연호 대한제국 연호   | 청나라 연호     | 일본 연호         |
| 원년     | 1889년      | 기축 (己丑) | 개국(開國) 498년          | 광서(光緖) 15년 | 메이지(明治) 22년 |
| 2년      | 1890년      | 경인 (庚寅) | 개국 499년                | 광서 16년       | 메이지 23년       |
| 3년      | 1891년      | 신묘 (辛卯) | 개국 500년                | 광서 17년       | 메이지 24년       |
| 4년      | 1892년      | 임진 (壬辰) | 개국 501년                | 광서 18년       | 메이지 25년       |
| 5년      | 1893년      | 계사 (癸巳) | 개국 502년                | 광서 19년       | 메이지 26년       |
| 6년      | 1894년      | 갑오 (甲午) | 개국(開國) 503년          | 광서 20년       | 메이지 27년       |
| 7년      | 1895년      | 을미 (乙未) | 개국 504년                | 광서 21년       | 메이지 28년       |
| 8년      | 1896년      | 병신 (丙申) | 건양(建陽) 원년           | 광서 22년       | 메이지 29년       |
| 9년      | 1897년      | 정유 (丁酉) | 건양 2년 광무(光武) 원년  | 광서 23년       | 메이지 30년       |
| 10년     | 1898년      | 무술 (戊戌) | 광무 2년                  | 광서 24년       | 메이지 31년       |
| 타인타이 | 서기 (西紀) | 간지 (干支) | 대한제국 연호             | 청나라 연호     | 일본 연호         |
| 11년     | 1899년      | 기해 (己亥) | 광무(光武) 3년            | 광서(光緖) 25년 | 메이지(明治) 32년 |
| 12년     | 1900년      | 경자 (庚子) | 광무 4년                  | 광서 26년       | 메이지 33년       |
| 13년     | 1901년      | 신축 (辛丑) | 광무 5년                  | 광서 27년       | 메이지 34년       |
| 14년     | 1902년      | 임인 (壬寅) | 광무 6년                  | 광서 28년       | 메이지 35년       |
| 15년     | 1903년      | 계묘 (癸卯) | 광무 7년                  | 광서 29년       | 메이지 36년       |
| 16년     | 1904년      | 갑진 (甲辰) | 광무 8년                  | 광서 30년       | 메이지 37년       |
| 17년     | 1905년      | 을사 (乙巳) | 광무 9년                  | 광서 31년       | 메이지 38년       |
| 18년     | 1906년      | 병오 (丙午) | 광무 10년                 | 광서 32년       | 메이지 39년       |
| 19년     | 1907년      | 정미 (丁未) | 광무 11년 융희(隆熙) 원년 | 광서 33년       | 메이지 40년       |

## 동시대 연호

### 한국
조선(朝鮮)
- 개국(開國) (1894년 ~ 1895년)
- 건양(建陽) (1896년 ~ 1897년)

대한제국(大韓帝國)
- 광무(光武) (1897년 ~ 1907년)

### 중국
청(淸)
- 광서(光緖) (1875년 ~ 1908년)

기타(대만)
- 대만민주국(臺灣民主國) 영청(永清) (1895년)
- 철국산(鐵國山) 천운(天運) (1896년)
- 대정 정권(大靖政權) 대정(大靖) (1897년 ~ 1899년)

기타(중국 대륙)
- 홍전복(洪全福) 대명국(大明國) (1902년)
- 공준태(龔春台) 한덕(漢德) (1906년)

### 일본
- 메이지(明治) (1868년 ~ 1912년)

## 같이 보기
- 베트남의 연호